# ألبرت كلارك
ألبرت كلارك (بالإنجليزية: Albert Clarke)‏ (25 ديسمبر 1916 بشفيلد في المملكة المتحدة - 16 يونيو 1944 بفرنسا في المملكة المتحدة) هو لاعب كرة قدم بريطاني (وحمل سابقاً جنسية المملكة المتحدة لبريطانيا العظمى وأيرلندا) في مركز الهجوم. لعب مع برمنغهام سيتي وبلاكبيرن روفرز ونادي توركي يونايتد وفريكلي أثلتيك ‏ وMexborough Town F.C. ‏.